# Leichtathletik-Europameisterschaften 1962/Diskuswurf der Frauen

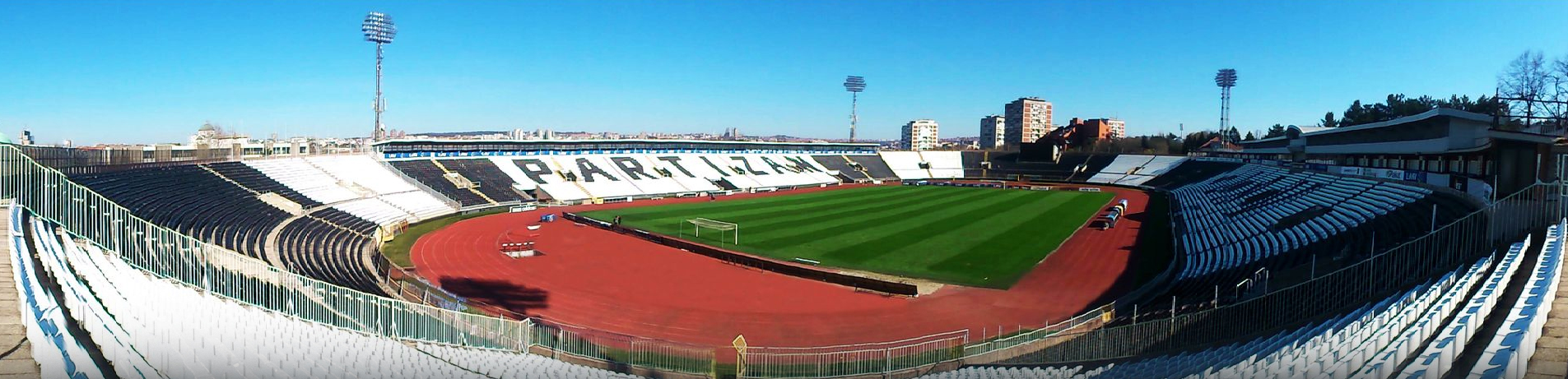
Panoramablick auf das Partizan-Stadion 2014 – 52 Jahre
nach den dortigen Europameisterschaften

Der Diskuswurf der Frauen bei den Leichtathletik-Europameisterschaften 1962 wurde am 15. September 1962 im Belgrader Partizan-Stadion ausgetragen.
Europameisterin wurde die Titelverteidigerin, Olympiazweite von 1960 und Weltrekordinhaberin Tamara Press aus der Sowjetunion, die damit nach dem Kugelstoßen ihr zweites Gold bei diesen Europameisterschaften gewann. Sie siegte vor der deutschen-Werferin Doris Müller. Bronze ging an die Ungarin Jolán Kontsek.

## Rekorde

### Bestehende Rekorde
| Weltrekord           | 58,98 m | Tamara Press | London, Großbritannien    | 20. September 1961 |
| Europarekord         | 58,98 m | Tamara Press | London, Großbritannien    | 20. September 1961 |
| Meisterschaftsrekord | 52,31 m | Tamara Press | EM in Stockholm, Schweden | 22. August 1958    |

### Rekordverbesserung
Die sowjetische Europameisterin Tamara Press verbesserte ihren eigenen EM-Rekord im Finale am 15. September um 4,60 m auf 56,91 m. Zu ihrem eigenen Welt- und Europarekord fehlten ihr 2,07 m.

## Qualifikation

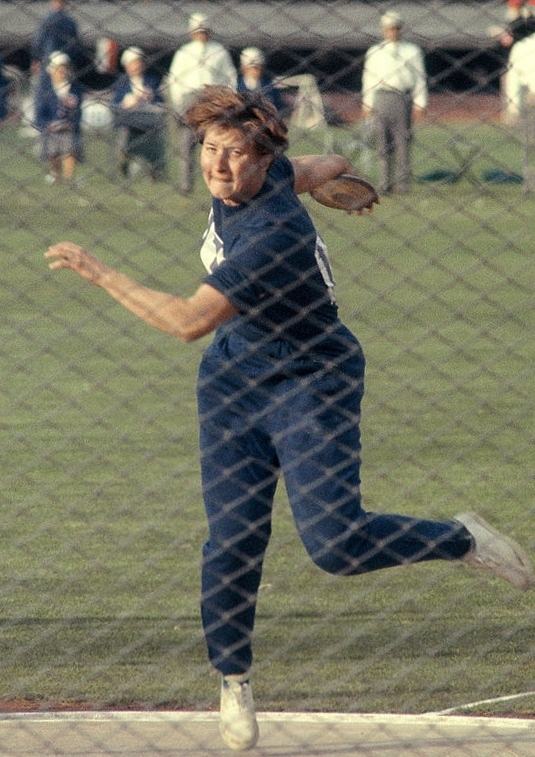
Lia Manoliu – größter Erfolg ihrer langjährigen Karriere der Olympiasieg 1968 – schied mit 45,02 m in der Qualifikation aus

15. September 1962, 9.00 Uhr
Die achtzehn Teilnehmerinnen traten zu einer gemeinsamen Qualifikationsrunde an. Die Qualifikationsweite für den direkten Finaleinzug betrug 48,00 m. Zwölf Athletinnen (hellblau unterlegt) übertrafen diese Marke, womit die Mindestanzahl von zwölf Finalteilnehmerinnen exakt erreicht wurde.
| Platz | Name                 | Nation           | Weite (m) |
| ----- | -------------------- | ---------------- | --------- |
| 1     | Tamara Press         | Sowjetunion      | 51,27     |
| 2     | Kriemhild Limberg    | Deutschland      | 50,70     |
| 3     | Nina Ponomarjowa     | Sowjetunion      | 50,16     |
| 4     | Jolán Kontsek        | Ungarn           | 49,74     |
| 5     | Štěpánka Mertová     | Tschechoslowakei | 49,56     |
| 6     | Doris Müller         | Deutschland      | 49,21     |
| 7     | Jiřina Němcová       | Tschechoslowakei | 48,92     |
| 8     | Wirginia Michailowa  | Bulgarien        | 48,67     |
| 9     | Zyta Mojek           | Polen            | 48,46     |
| 10    | Antonina Solotuchina | Sowjetunion      | 48,28     |
| 11    | Judit Bognár         | Ungarn           | 48,26     |
| 12    | Kazimiera Rykowska   | Polen            | 48,40     |
| 13    | Dorli Hofrichter     | Österreich       | 45,80     |
| 14    | Lia Manoliu          | Rumänien         | 45,02     |
| 15    | Suzanne Allday       | Großbritannien   | 43,66     |
| 16    | Sofia Leriou         | Griechenland     | 41,25     |
| 17    | Wanja Welewa         | Bulgarien        | 39,88     |
| NM    | Hella Ulbricht       | Deutschland      | ogV       |

## Finale

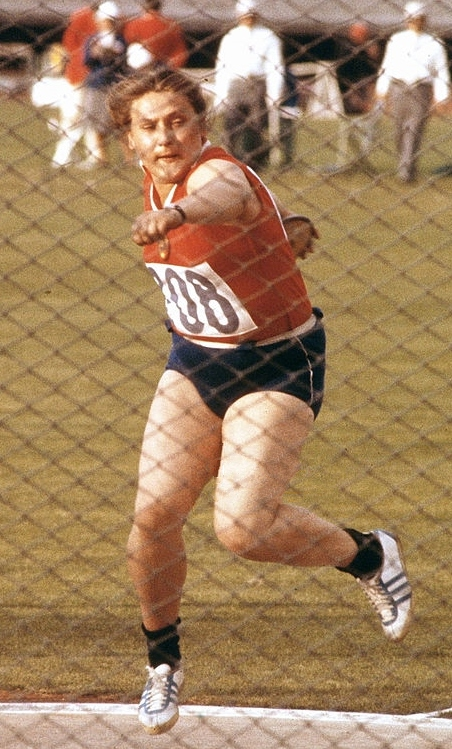
Dritter EM-Titel für Tamara Press – Weltrekordinhaberin und Olympiazweite von 1960 – in den Disziplinen Kugelstoßen und Diskuswurf
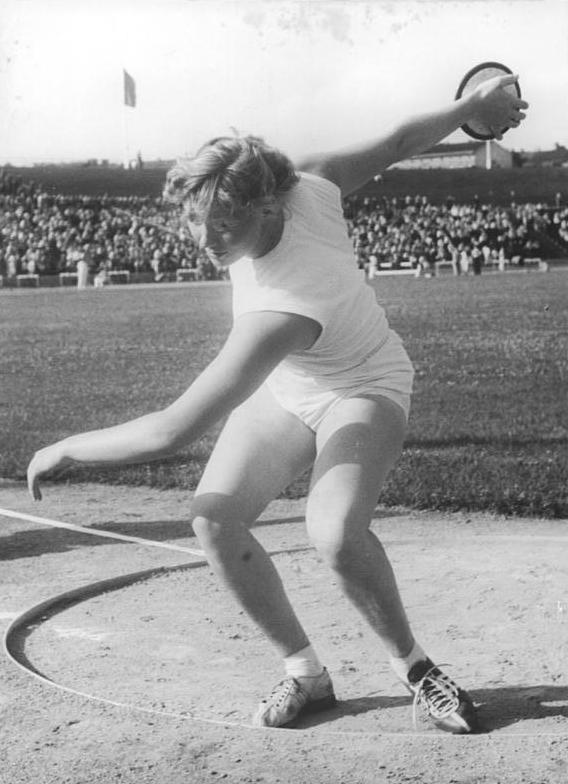
Vizeeuropameisterin Doris Müller

15. September 1962, 15.30 Uhr
| Platz | Name                 | Nation           | Weite (m) |
| ----- | -------------------- | ---------------- | --------- |
| 1     | Tamara Press         | Sowjetunion      | 56,91 CR  |
| 2     | Doris Müller         | Deutschland      | 53,60     |
| 3     | Jolán Kontsek        | Ungarn           | 52,82     |
| 4     | Antonina Solotuchina | Sowjetunion      | 51,78     |
| 5     | Jiřina Němcová       | Tschechoslowakei | 51,58     |
| 6     | Nina Ponomarjowa     | Sowjetunion      | 51,03     |
| 7     | Kriemhild Limberg    | Deutschland      | 50,16     |
| 8     | Štěpánka Mertová     | Tschechoslowakei | 49,15     |
| 9     | Kazimiera Rykowska   | Polen            | 48,00     |
| 10    | Wirginia Michailowa  | Bulgarien        | 47,91     |
| 11    | Zyta Mojek           | Polen            | 47,61     |
| 12    | Judit Bognár         | Ungarn           | 47,12     |

Europameisterin Tamara Press hatte im Finale folgende Serie; 49,85 m – 56,91 m – 50,09 m – x – 56,47 m – 54,88 m